# كيث أوبراين
كيث أوبراين (بالإنجليزية: Keith Michael Patrick O'Brien)‏ هو كاهن كاثوليكي بريطاني، ولد في 17 مارس 1938 في Ballycastle, County Antrim ‏ في المملكة المتحدة، وتوفي في 19 مارس 2018 في نيوكاسل أبون تاين في المملكة المتحدة.